# Petralitsa
Petralitsa ou Petralica (en macédonien Петралица) est un village du nord-est de la Macédoine du Nord, situé dans la municipalité de Rankovtsé. Le village comptait 669 habitants en 2002.

## Démographie
Lors du recensement de 2002, le village comptait :
- Macédoniens : 667
- Serbes : 1
- Autres : 1